# Jakabaring Sport City

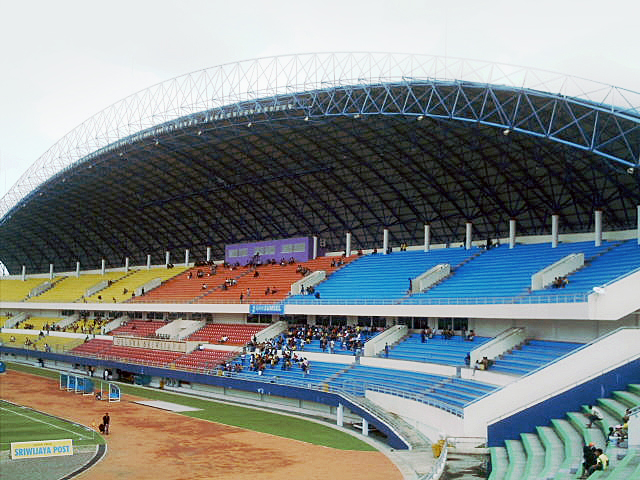
het Gelora Sriwijaya-stadion

Jakabaring Sport City, ook wel Jakabaring Sports Complex (Indonesisch: Kompleks Olahraga Jakabaring), is een sportcomplex in de Indonesische stad Palembang waar accommodaties voor meerdere sporten zijn ondergebracht. Het complex ligt ten zuiden van de stad en werd in 2004 gebouwd voor de Pekan Olahraga Nasional. Het bestond in eerste instantie uit het Gelora Sriwijaya-stadion en twee sporthallen; later is het uitgebreid voor onder andere de Zuidoost-Aziatische Spelen in 2011 en de Aziatische Spelen in 2018. Het complex is via de daarvoor aangelegde Palembang Light Rail Transit verbonden met het centrum van de stad en de internationale luchthaven Sultan Mahmud Badaruddin II. 